# Krebsauel
Krebsauel ist ein Wohnplatz, der zur Stadt Lohmar (Stadtteil Neuhonrath) im Rhein-Sieg-Kreis in Nordrhein-Westfalen gehört.

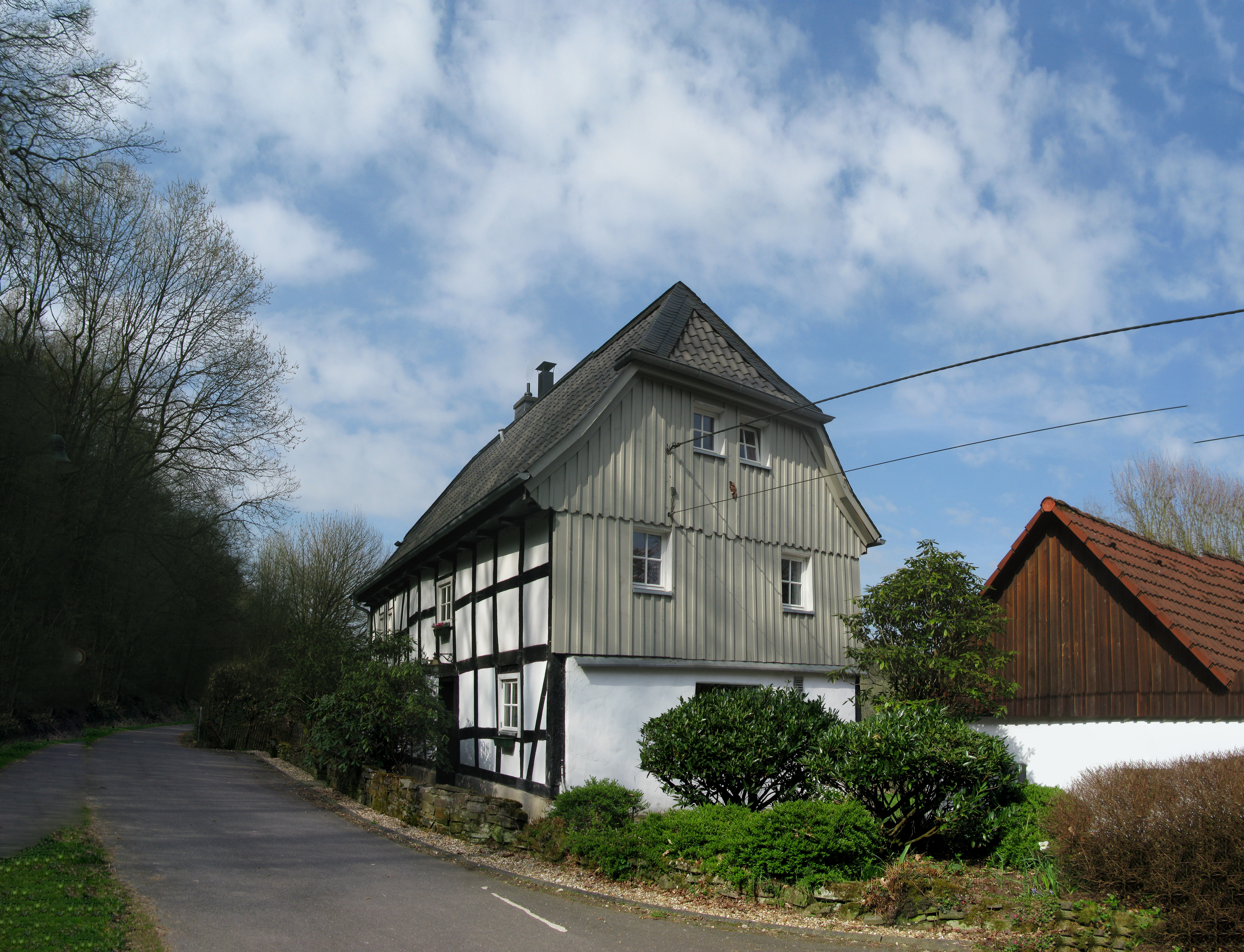
Fachwerkhaus Schachenaueler Straße 56, Baudenkmal der Stadt Lohmar Nr. 107

Die Ortschaft bestand 1885 aus einem Haus mit acht Einwohnern.

## Sehenswürdigkeiten
- Das Fachwerkhaus Schachenaueler Straße 56 steht unter Denkmalschutz.[2] und ist in der Liste der Baudenkmäler der Stadt Lohmar unter Nr. 107 verzeichnet.[3]

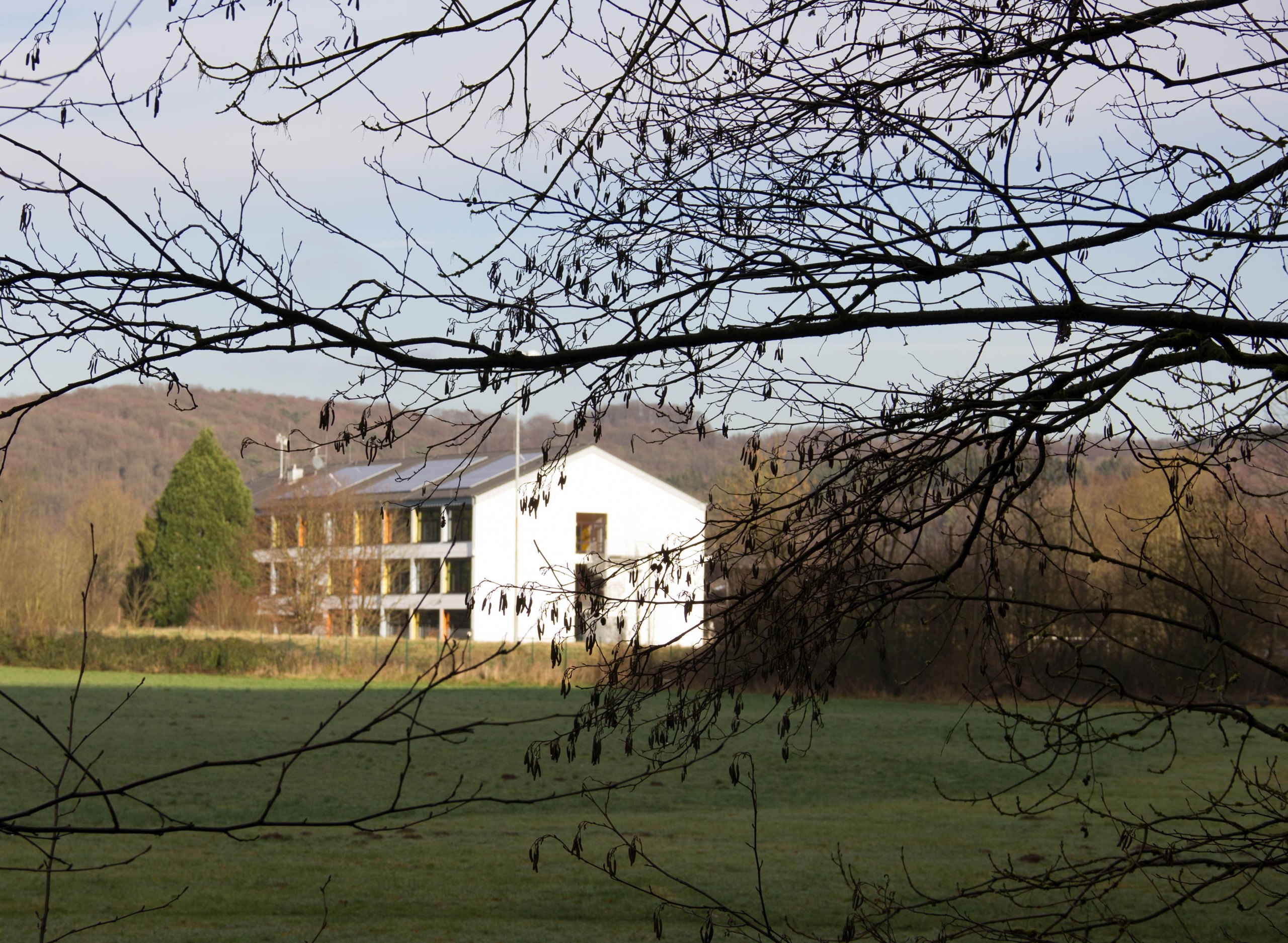
Gemeinschaftsgrundschule Wahlscheid in Krebsauel

## Infrastruktur
Schule
Die Gemeinschaftsgrundschule (GGS) Wahlscheid liegt in Krebsauel. Die Trägerschaft für die offene Ganztagsschule (OGATA Wahlscheid) übernimmt die Elterninitiative Fledermäuse e. V.
Kindergärten
In Krebsauel gibt es einen Kindergarten, der von der Elterninitiative „Villa Regenbogen e. V.“ getragenen wird.
Sportplätze
Hinter der Gemeinschaftsgrundschule befindet sich ein Sportplatz (Kunstrasenplatz) des SV-Wahlscheid und die Tennisanlage Blau-Weiß Wahlscheid.